# Benzidine
Benzidine is de triviale naam voor 4,4'-diaminobifenyl. De verbinding is een carcinogeen, aromatisch amine. In het verleden is de stof gebruikt in een test op cyanide en in de synthese van kleurstoffen. Er is een relatie aangetoond tussen benzidine en blaaskanker.
Net als benzidine zijn een aantal aromatische amines tegenwoordig verboden voor bijna alle industrieel gebruik in verband met hun carcinogeniciteit.
Ooit werd benzidine in een standaardtest gebruikt om bloed aan te tonen. Tegenwoordig wordt daarvoor fenolftaleïne met waterstofperoxide of luminol gebruikt. Een enzym in het bloed oxideert benzidine tot een blauw gekleurd polymeer. De test op cyaniden betekent chemisch gezien ook de omzetting van benzidine in een blauw gekleurd polymeer.
Benzidine is een bewezen carcinogene verbinding voor mensen.

## Benzidine-omlegging
In de klassieke omleggingsreactie, de benzidine-omlegging, wordt benzidine gevormd uit hydrazobenzeen. De reactie verloopt in zuur milieu. Een mogelijk reactiemechanisme verloopt via een op beide stikstofatomen geprotoneerd intermediair. De reactie wordt beëindigd via een sigmatrope omlegging.